# Tokusatsu
Tokusatsu (japanisch: 特撮, „Spezialeffekte“) ist ein japanischer Begriff für einen Live-Action-Film oder ein Fernsehdrama, das stark auf Spezialeffekte setzt. Tokusatsu-Unterhaltung beschäftigt sich oft mit Science-Fiction, Fantasy oder Horror, aber auch Filme und Fernsehsendungen in anderen Genres können manchmal als Tokusatsu gelten. Zu den beliebtesten Arten von Tokusatsu gehören Kaijū-Monsterfilme wie die Godzilla- und Gamera-Filmserien, Superhelden-TV-Serien wie die Kamen Rider- und Metal Hero-Serie und Mecha-Dramas wie Giant Robo und Ambassador Magma. Einige Tokusatsu-Fernsehprogramme kombinieren mehrere dieser Subgenres, zum Beispiel die Serien Ultraman und Super Sentai.
Tokusatsu ist eine der beliebtesten Formen der japanischen Unterhaltung, aber trotz der Popularität von Filmen und Fernsehprogrammen, die auf Tokusatsu-Eigenschaften wie Godzilla oder Super Sentai basieren, ist nur ein kleiner Teil der Tokusatsu-Filme und Fernsehprogramme außerhalb Asiens weit verbreitet. 